# Berresfordia
Berresfordia là chi thực vật có hoa trong họ Aizoaceae.